# Фатумата Камара
Фатумата Ярі Камара (фр. Fatoumata Yarie Camara; нар. 15 лютого 1996) — гвінейська борчиня вільного стилю, срібна та бронзова призерка чемпіонатів Африки, бронзова призерка Африканських ігор, срібна призерка Ігор ісламської солідарності, учасниця Олімпійських ігор. Чемпіонат Африки з пляжної боротьби.

## Життєпис
У 2021 році на олімпійському кваліфікаційному турнірі в Хаммаметі посіла друге місце, що дозволило їй відібратись на літні Олімпійські ігри в Токіо. На Олімпіаді Камара програла перший поєдинок з рахунком 2:8 у представниці Японії Кавай Рісако. Оскільки японська спортсменка пройшла до фіналу, Фатумата Камара змогла взяти учать у втішних сутичках за бронзову нагороду. Однак програла перший втішний поєдинок з представниці Монголії Болдсайхани Хонгорзул з рахунком 0:10, вибувши зі змагань та посівши у підсумку дванадцяте місце.

## Спортивні результати на міжнародних змаганнях

### Виступи на Олімпіадах
| Змагання                    | Збірна                                                                           | Вагова категорія          | Місце |
| --------------------------- | -------------------------------------------------------------------------------- | ------------------------- | ----- |
| Літні Олімпійські ігри 2020 | Помилка Lua у Модуль:Country_alias у рядку 206: Недійсний псевдонім країни: GIN. | жіноча боротьба, до 57 кг | 12    |

### Виступи на Чемпіонатах світу
| Змагання                        | Збірна | Вагова категорія          | Місце |
| ------------------------------- | ------ | ------------------------- | ----- |
| Чемпіонат світу з боротьби 2018 | Гвінея | жіноча боротьба, до 59 кг | 21    |
| Чемпіонат світу з боротьби 2019 | Гвінея | жіноча боротьба, до 65 кг | 11    |

### Виступи на Чемпіонатах Африки
| Змагання                                 | Збірна | Вагова категорія                 | Місце  |
| ---------------------------------------- | ------ | -------------------------------- | ------ |
| Чемпіонат Африки з боротьби 1996         | Гвінея | жіноча боротьба, до 53 кг        | Срібло |
| Чемпіонат Африки з боротьби 1997         | Гвінея | жіноча боротьба, до 56 кг        | 6      |
| Чемпіонат Африки з боротьби 1998         | Гвінея | жіноча боротьба, до 56 кг        | 4      |
| Чемпіонат Африки з боротьби 2019         | Гвінея | жіноча боротьба, до 62 кг        | 4      |
| Чемпіонат Африки з боротьби 2020         | Гвінея | жіноча боротьба, до 57 кг        | 5      |
| Чемпіонат Африки з боротьби 2022         | Гвінея | жіноча боротьба, до 59 кг        | Бронза |
| Чемпіонат Африки з боротьби 2023         | Гвінея | жіноча боротьба, до 62 кг        | Бронза |
| Чемпіонат Африки з пляжної боротьби 2023 | Гвінея | пляжна боротьба, жінки, до 70 кг | Золото |
| Чемпіонат Африки з боротьби 2024         | Гвінея | жіноча боротьба, до 62 кг        | 5      |

### Виступи на Африканських іграх
| Змагання              | Збірна | Вагова категорія          | Місце  |
| --------------------- | ------ | ------------------------- | ------ |
| Африканські ігри 2019 | Гвінея | жіноча боротьба, до 62 кг | Бронза |

### Виступи на Іграх ісламської солідарності
| Змагання                          | Збірна | Вагова категорія          | Місце  |
| --------------------------------- | ------ | ------------------------- | ------ |
| Ігри ісламської солідарності 2022 | Гвінея | жіноча боротьба, до 62 кг | Срібло |

### Виступи на Кубках світу
| Змагання                    | Збірна | Вагова категорія          | Місце |
| --------------------------- | ------ | ------------------------- | ----- |
| Кубок світу з боротьби 2020 | Гвінея | жіноча боротьба, до 65 кг | 9     |

### Виступи на інших змаганнях
| Змагання                                                       | Збірна | Вагова категорія          | Місце  |
| -------------------------------------------------------------- | ------ | ------------------------- | ------ |
| Всесвітні ігри військовослужбовців 2019                        | Гвінея | жіноча боротьба, до 68 кг | 9      |
| Олімпійський кваліфікаційний турнір з боротьби 2020 (Хаммамет) | Гвінея | жіноча боротьба, до 57 кг | Срібло |
| Турнір міста Сассарі з боротьби 2021                           | Гвінея | жіноча боротьба, до 62 кг | Срібло |